# サタデー・ナイト・クエスチョン
「サタデー・ナイト・クエスチョン」は、中島愛の11枚目のシングル。2017年10月25日にFlyingDogから発売された。

## 概要
歌手復帰後2作目のシングル（通算11作目）。TVアニメ『ネト充のススメ』オープニングテーマ。
表題曲の「サタデー・ナイト・クエスチョン」は、作詞を加藤慎一（フジファブリック ベース担当）、作曲を山内総一郎（フジファブリック ボーカル／ギター担当）、アレンジと演奏はフジファブリックの3人が担当している。
フジファブリックへ楽曲提供を依頼したきっかけは、スタッフからフジファブリックを薦められた中島が、彼らのアルバムを一通り聞いてハマってしまい、勧めてくれたスタッフにその感想を伝えたところ、「次に決まっているタイアップ曲の楽曲提供をフジファブリックにお願いしてみませんか?」と提案され、中島もそれに一つ返事で賛同したため。

## 収録内容
| #         | タイトル                                         | 作詞             | 作曲                    | 編曲             | 時間  |
| --------- | ------------------------------------------------ | ---------------- | ----------------------- | ---------------- | ----- |
| 1.        | 「サタデー・ナイト・クエスチョン」               | 加藤慎一         | 山内総一郎              | フジファブリック | 3:52  |
| 2.        | 「はぐれた小鳥と夜明けの空」                     | ボンジュール鈴木 | ボンジュール鈴木 Tomggg | Tomggg           | 4:38  |
| 3.        | 「サタデー・ナイト・クエスチョン」(Instrumental) |                  |                         |                  | 3:52  |
| 4.        | 「はぐれた小鳥と夜明けの空」(Instrumental)       |                  |                         |                  | 4:34  |
| 合計時間: | 合計時間:                                        | 合計時間:        | 合計時間:               | 合計時間:        | 16:56 |

## 収録アルバム
| 曲名                           | 収録作品                                                     | 発売日         | 備考            |
| ------------------------------ | ------------------------------------------------------------ | -------------- | --------------- |
| サタデー・ナイト・クエスチョン | Curiosity                                                    | 2018年2月14日  | 4thアルバム     |
| サタデー・ナイト・クエスチョン | 30 pieces of love                                            | 2019年6月5日   | ベストアルバム  |
| サタデー・ナイト・クエスチョン | TVアニメーション ネト充のススメ オリジナル・サウンドトラック | 2017年12月27日 | TV EDITで収録。 |